# Erich Hollmann
Erich Hollmann (* 28. April 1930) ist ein ehemaliger deutscher Funktionär der DDR-Blockpartei DBD. Er war Vorsitzender des Bezirksvorstandes Erfurt der DBD.

## Leben
Hollmann erwarb den Abschluss als Staatlich geprüfter Landwirt. 1950 trat er der Demokratischen Bauernpartei Deutschlands (DBD) bei und übte in der Partei leitende Funktionen aus. Er war unter anderem stellvertretender Vorsitzender, schließlich von 1979 bis 1989 Vorsitzender des Bezirksvorstandes Erfurt der DBD. Von 1979 bis 1990 war er zudem Mitglied des Parteivorstandes der DBD. Von 1981 bis 1990 gehörte er als Abgeordneter dem Bezirkstag Erfurt an. Er war auch Mitglied des Bezirksausschusses der Nationalen Front der DDR.

## Auszeichnungen in der DDR
- Vaterländischer Verdienstorden in Bronze (1971) und in Silber (1980)